# Монтеджардино
Монтеджардѝно (на италиански: Montegiardino) е село и община в Сан Марино. Разположено е на 340 m надморска височина. Населението на общината е 966 души (към 2018 г.).

## Населени места
Общината има 2 населени места:
- Монтеджардино (Montegiardino, администативен център)
- Чербайола (Cerbaiola)